# ビロホロードカ (キーウ州)
ビロホロードカ（ウクライナ語: Білогородка）はウクライナ・キーウ州のブチャ地区の村落（Село / セロ）である。かつてはベルゴロドと呼ばれていた。
2020年7月まではキーウ＝スヴィアトシン地区に属していたが、ウクライナ最高議会による地方自治体の行政区画改革によって同地区が廃止されたことに伴い、ビロホロードカはブチャ地区へ編入された。

## 歴史

### 古代・中世
現在のビロホロードカ地域には古代から人々が居住していた。晩期トリポリエ文化の集落（紀元前3000年）、青銅器時代の埋葬地（紀元前2000-1000年）、ザルビンツィ文化の食器（紀元前2世紀-2世紀）が発見されている。7世紀から9世紀にはスラヴ人の居住地があった。
991年、ウラジーミル1世によって、ベルゴロド（ビロホロードカの当時の名称。）の増築・移住が行われた。ベルゴロドはウラジーミルの愛した土地であり、また300人の妾が置かれていた。従士団（ドルジーナ）の駐屯地であり、著名なウラジーミルの饗宴が行われた地でもあった。997年にはペチェネグ族の包囲を受けた。
12世紀からキエフ公国の一部となった。通常、キエフ大公の親族が分与を受けるか（ベルゴロド公国）、あるいは直轄地として統治されていた。1159年と1161年にイジャスラフ3世とポロヴェツ族の連合軍に包囲され、1171年にはアンドレイ・ボゴリュブスキーの軍に包囲された。（なお3回とも、スモレンスク公国の、リューリク朝の家系に連なる者が防衛を指揮し、包囲戦に勝利している。）
ベルゴロドは極めて繁栄していたが、1240年、モンゴルのルーシ侵攻の際に完全に破壊された。幾らかの時期を経て街は復興し、1360年代にリトアニア大公国の傘下に入った。ビロホロードカと呼ばれ始めるのはこの時以降のことである。初めはキエフ城の管轄下に属し、1560年からリトアニア大公の所領となった。

## ゆかりの著名人
- ヴァシリー・デグテャリョーフ（ロシア語版）：ソ連邦英雄
- ミハイル・ムニィシェンコ（ウクライナ語版）：ソ連邦英雄